# Pseudoparamenexenus yangi
Pseudoparamenexenus yangi is een wandelende tak uit de familie Lonchodidae. De wetenschappelijke naam van deze soort is voor het eerst voorgesteld als Paramenexenus yangi door S.C Chen en Y.H. He in een publicatie uit 2002.
De soort komt voor op Hainan.